# Dos (película)
Dos es una película de suspenso española de 2021 dirigida por Mar Targarona a partir de un guion de Christian Molina, Cuca Canals y Mike Hostenchy. Protagonizada por Marina Gatell y Pablo Derqui en los papeles principales, fue añadida al catálogo de la plataforma Netflix en diciembre de 2021.

## Sinopsis
David (Pablo Derqui) y Sara (Marina Gatell) son dos desconocidos que despiertan en una extraña habitación, desnudos y unidos por el abdomen. Tratando de mantener la calma, empiezan a planear una manera de separarse, pero cuando descubren quién está detrás de este macabro acto, las cosas se ponen todavía más inquietantes.

## Reparto
- Marina Gatell es Sara
- Pablo Derqui es David
- Esteban Galilea es Mario
- Anna Chincho Serrano es Rita
- Kándido Uranga es Óscar

## Recepción
La película ha cosechado reseñas mixtas. Federico Marín de ABC la calificó como «una hora de cine distinto, vistoso y con una gran actuación de sus dos protagonistas, casi monográficos». Carmen Lobo del diario La Razón afirmó: «La primera parte resulta mucho más perturbadora e inquietante que el tramo final, rebosante de atropellada información [...] Tal vez Dos sea un número que se quedó un poco corto». La crítica de Javier Ocaña de El País fue menos entusiasta: «La idea no es mala, pero sufre por un modestísimo aprovechamiento del espacio y la tesitura a través de la puesta en escena, por el desequilibrado desarrollo y por los malos diálogos».